# Aremfoxia thyridiana
Aremfoxia thyridiana är en fjärilsart som beskrevs av Richard Haensch 1909. Aremfoxia thyridiana ingår i släktet Aremfoxia och familjen praktfjärilar. Inga underarter finns listade i Catalogue of Life.